# Serie de los robots
La Serie de los robots o Ciclo de la Tierra es una serie de cuentos y novelas de ciencia ficción escritos por Isaac Asimov y protagonizada por robots positrónicos.

## Historias de robots
La primera historia sobre robots positrónicos de Asimov fue Robbie, publicada en el número de septiembre de 1940 de la revista pulp Super Science Stories dirigida por John W. Campbell.
A esta le seguirían Razón y ¡Embustero!
Entre ambos habían ideado las tres leyes de la robótica. Estos relatos eran un experimento: ideaban situaciones en las que alguna o varias de las tres leyes eran puestas a prueba. En todos los relatos dichas leyes mostraban su eficacia a la hora de proteger a los humanos de un posible daño por parte de los robots. 
Esta serie se ubica en primer lugar en el orden cronológico de la saga, seguida por la Serie del Imperio Galáctico y la Serie de la Fundación.
Los libros que contienen esta serie de relatos son: 

## Obras de la serie
1. Las bóvedas de acero, o Bóvedas de acero (The Caves of Steel) (1954), novela.
2. El sol desnudo (The Naked Sun) (1957), novela.
2.5. «Imagen en un espejo», o «Espejo-Imagen», o «Reflejo exacto», o «Reflejo simétrico», o «Imagen especular» («Mirror Image») (1972), cuento, publicado en la colección de cuentos El robot completo.
3. Los robots del amanecer, o Los robots de Aurora (The Robots of Dawn) (1983), novela.
4. Robots e Imperio (Robots and Empire) (1985), novela.
5. Precuelas (cuentos y novelas cortas):
  - 0.5.1:
    - The Rest of the Robots (1964), colección de 6 cuentos y 2 novelas cortas (además de 2 novelas de la serie):
      - «El robot AL-76 se extravía», o «Robot AL-76, a la deriva», o «Robot Al-76 va a la deriva», o «Robot AL-76 extraviado» («Robot AL-76 Goes Astray») (1942).
      - «Victoria impremeditada», o «Victoria inintencionada», o «Victoria accidental» («Victory Unintentional») (1942), también de la serie Jovians #2.
      - «Primera Ley» («First Law») (1956).
      - «Unámonos» («Let's Get Together») (1957).
      - «Satisfacción garantizada» («Satisfaction Guaranteed») (1951).
      - «Riesgo» («Risk») (1955), novela corta.
      - «Lenny» (1958).
      - «Esclavo de galeras», o «Galeote», o «Corrector de galeradas», o «Esclavo en galeras» («Galley Slave») (1957), novela corta.

    - El robot completo, o Los robots (The Complete Robot) (1982), colección de 21 cuentos y 10 novelas cortas; lo no publicado en colecciones anteriores es:
      - «El mejor amigo de un muchacho», o «El mejor amigo del niño» («A Boy's Best Friend») (1975).
      - «Sally» (1953).
      - «Algún día», o «Un día...» («Someday») (1956), también de la serie Multivac.
      - «Punto de vista» («Point of View») (1975), también de la serie Multivac.
      - «¡Piensa!», o «¡Está pensando!» («Think!») (1977), también de la serie Multivac.
      - «Amor verdadero» («True Love») (1977), también de la serie Multivac.
      - «Un extraño en el paraíso», o «Extraño en el paraíso» («Stranger in Paradise») (1974), novela corta.
      - «Versos luminosos», o «Rima ligera» («Light verse») (1973).
      - «Segregacionista», o «Segregacionismo», o «El racista» («Segregationist») (1967).
      - «El incidente del tricentenario» («The Tercentenary Incident») (1976).
      - «Intuición femenina» («Feminine Intuition») (1969), novela corta.
      - «Qué es el Hombre», o «¿Qué es el Hombre?», o «¡Para que sepas preocuparte por él!», o «...Para que de él tengas memoria» («...That Thou Art Mindful of Him», o «That Thou Art Mindful of Him», o «That Thou Art Mindful of Him!») (1974), novela corta.

    - Sueños de robot (Robot Dreams) (1986), colección de catorce cuentos y siete novelas cortas de varios temas; un cuento de esta serie no fue publicado en colecciones anteriores:
      - «Sueños de robot» («Robot Dreams») (1986)

    - Visiones de robot (Robot Visions) (1990), colección de once cuentos, siete novelas cortas y diecisiete ensayos de varios temas; tres cuentos de esta serie no fueron publicados en colecciones anteriores:
      - «Visiones de robot», o «Visiones de un robot», o «Visiones del robot» («Robot Visions») (1990).
      - «¡Muy mal! (¡Que pena!)», o «¡Qué lástima!» («Too Bad!») (1989).
      - «Navidades sin Rodney» («Christmas Without Rodney») (1988).

    - Gold: The Final Science Fiction Collection (1995), colección publicada póstumamente de doce cuentos, tres novelas cortas y treinta y cinco ensayos de varios temas; un cuento y una novela corta de esta serie no fueron publicados en colecciones anteriores:
      - «Cal» (1990), novela corta.
      - «El hermanito» («Kid Brother») (1990).

  - 0.5.2. Yo, robot (I, Robot) (1950), colección de cinco cuentos y cuatro novelas cortas:
    - «Robbie» («Robbie», o «Strange Playfellow») (1940).
    - «Círculo vicioso» («Runaround») (1942), novela corta.
    - «Razón» («Reason») (1941).
    - «Atrapa esa liebre» («Catch that Rabbit») (1944).
    - «¡Embustero!» («Liar!») (1941).
    - «Pequeño robot perdido» («Little Lost Robot») (1947), novela corta.
    - «¡Fuga!» («Escape!») (1945).
    - «Evidencia» («Evidence») (1946), novela corta,
    - «El conflicto evitable» («The Evitable Conflict») (1950), novela corta.

  - 0.6. «El hombre bicentenario», o «El hombre del bicentenario» («The Bicentennial Man») (1976), novela corta, publicada en la colección de cuentos El robot completo.
  - 0.7. «Madre Tierra» («Mother Earth») (1949), novela corta, única historia de esta serie publicada en la colección de cuentos The Early Asimov (1972).

## Argumento
1. Las bóvedas de acero: Transcurre en la Tierra, en el siglo XLVII, cuando la colonización de la galaxia estaba estancada en cincuenta planetas. Se plantea, por primera vez, una solución a este problema, en el sentido de su reanudación.
2. El sol desnudo: Con el mismo protagonista (Elijah Baley), es una continuación de la anterior. Aparece por primera vez el planeta Solaria y una amenaza a toda la galaxia habitada.
3. Los robots del amanecer: Baley deberá resolver un enigmático bloqueo mental de un robot humaniforme en Aurora, planeta líder de los Mundos Espaciales.
4. Robots e Imperio: Ambientada unos siglos después de la anterior novela, Baley murió muchos años atrás, y la Tierra ha comenzado una nueva ola de colonización, pero los Espaciales no están dispuestos a renunciar sin más a la conquista de la galaxia.

## Desarrollo de la serie
Los cuentos que inicialmente formaron Yo, robot dieron paso a historias más ambiciosas en las novelas, en las que Asimov introdujo como protagonista a Elijah Baley. En la última novela de la serie, Robots e Imperio, cuya acción transcurre años después de la muerte de Baley, el protagonismo recaería en el robot R. Giskard Reventlov. Esta novela serviría para unir las historias de robots con la Serie del Imperio Galáctico.
La unión de ambas series vendría a relatar la expansión del ser humano por la galaxia. Con la novela Fundación y Tierra, Asimov relacionaría también la Serie de los robots con su Trilogía de la Fundación. Nexo que reforzaría con las precuelas Preludio a la Fundación y Hacia la Fundación, relatando el encuentro de Hari Seldon con el robot R. Daneel Olivaw. Todo ello pasaría a formar entonces el Universo de la Fundación.

## Adaptaciones
- El robot embustero (1966), cortometraje dirigido por Antonio de Lara, basado en el cuento «¡Embustero!».
- Robots (1988), película dirigida por Doug Smith y Kim Takal, basada en la Serie de los robots.
- El hombre bicentenario (1999), película dirigida por Chris Columbus, basada en la novela corta «El hombre bicentenario» y en la novela El robot humano.
- Yo, robot (2004), película dirigida por Alex Proyas, vagamente inspirada en ideas de los cuentos de la Serie de los robots.